# فاني برايس
فاني برايس (بالإنجليزية: Fanny Brice)‏ (و. 1891 – 1951 م) هي موسيقية، ومغنية، وممثلة مسرحية، وممثلة أفلام، وعارضة أمريكية، ولدت في مانهاتن، توفيت في هوليوود، عن عمر يناهز 60 عاماً، بسبب نزف مخي.

## وصلات خارجية
- فاني برايس على موقع IMDb (الإنجليزية)
- فاني برايس على موقع الموسوعة البريطانية (الإنجليزية)
- فاني برايس على موقع ميوزك برينز (الإنجليزية)
- فاني برايس على موقع أول موفي (الإنجليزية)
- فاني برايس على موقع قاعدة بيانات برودواي على الإنترنت (الإنجليزية)
- فاني برايس على موقع قاعدة بيانات الأفلام السويدية (السويدية)
- فاني برايس على موقع إن إن دي بي (الإنجليزية)
- فاني برايس على موقع ديسكوغز (الإنجليزية)
- فاني برايس على موقع قاعدة بيانات الفيلم (الإنجليزية)
- فاني برايس على موقع كينوبويسك (الروسية)